# 延槻大橋
延槻大橋（はいつきおおはし）は、富山県魚津市吉野 - 滑川市大島間の早月川に架かる一般国道8号魚津滑川バイパスの橋長324.6 m（メートル）の桁橋である。

## 概要
橋名は一般公募した中から、早月川の古名「延槻河」に因み選定された。当初、2004年（平成16年）の開通時は暫定2車線であったが、2016年（平成28年）に4車線化された。
橋梁は右岸側94.10 mがPC中空床版橋、左岸側230.5 mが鋼鈑桁橋となっており、斜角70度を有する斜橋である。
- 形式 -  PC4径間連続中空床版橋および鋼6径間連続鈑桁橋
- 活荷重 - B活荷重
- 橋長 - 324.600 m
  - 支間割 - (23.800 m + 2×22.900 m + 23.800 m) + (40.450 m + 3×37.700 m)
- 幅員
  - 有効幅員 - 2×12.250 m
  - 車道 - 2×8.750 m
  - 歩道 - 2×片側3.500 m
- 床版 - 鉄筋コンクリート
- 総鋼重 - 632 t（2期）
- 施工 - 佐藤鉄工（2期鋼橋部）
- 工法 - トラッククレーン・ベント横取り工法（2期鋼橋部）

## 歴史
- 2003年度（平成15年度） - 橋名が延槻大橋に決定[1]。
- 2004年（平成16年）3月24日 - 本橋を含む魚津滑川バイパスの区間が暫定2車線で開通[3]。
- 2016年（平成28年）2月28日 - 本橋を含む魚津滑川バイパスの延長2.3 kmの区間が4車線化[4]。